# 522. pehotni polk (Wehrmacht)
Za druge 522. polke glejte 522. polk.
522. pehotni polk (izvirno nemško Infanterie-Regiment 522) je bil eden izmed pehotnih polkov v sestavi redne nemške kopenske vojske med drugo svetovno vojno.

## Zgodovina
Polk je bil ustanovljen 1. februarja 1940 kot polk 8. vala pri Brucku iz delov 63., 91. in 499. pehotnega polka; polk je bil dodeljen 297. pehotni diviziji. 
1. oktobra 1940 je bil I. bataljon izvzet iz sestave in dodeljen 597. pehotnemu polku; bataljon je bil nadomeščen.
15. oktobra 1942 je bil polk preimenovan v 522. grenadirski polk.